# カーニヴァル (漫画)
『カーニヴァル』（Karneval）は、御巫桃也による日本の漫画作品。『コミックZERO-SUM』（一迅社）にて、2007年10月号より2021年12月号まで連載された。『ゼロサムオンライン』（同）にて、2011年7月8日より本作の番外編が連載された。また、フロンティアワークスからドラマCD化もされている。2013年4月から6月までテレビアニメが放送された。話数カウントは「第○○譜」。2016年に舞台化され、作品が上演されている。2013年4月時点でコミックス累計発行部数は300万部を突破している。

## あらすじ
とある腕輪を頼りに「嘉禄」（カロク）という人物を探す主人公の无（ナイ）は、旅の途中でミネという女の屋敷に捕えられる。その際、屋敷に窃盗に入っていた少年、花礫（ガレキ）に助けられた无は、「嘉禄の腕輪」を譲ることを条件に、花礫と行動を共にすることになる。ミネが言うところによると、その腕輪は、国家防衛機関「輪」（サーカス）の身分証であるらしい。嘉禄が輪の人間であると踏んだ花礫は无を連れ、輪との接触を試みた結果、彼らの艇に案内されることになる。しかし突如、不思議な能力を持つ者が无を狙って攻撃を仕掛けてくる。何とか敵を退け安堵したのも束の間、无の身体に異変が起こる。そして輪の身体検査によって、无は人間ではなく『ニジ』という動物を元に作られた特異な存在であると判明する。

## 登場人物
※声優はドラマCD版・TVアニメ版同様。演は舞台版キャスト。

### 主要人物
无（ナイ）
声 - 下野紘 / 演 - 倉持聖菜
本作の主人公。自分の名前と「嘉禄」という男の名以外、常識や言葉、時間すら知らない白髪赤目の少年。誕生日、年齢、血液型は不明。身長157センチメートル。
血だまりの中に腕輪だけを残し失踪した男・嘉禄を捜して旅をしている（血という言葉を知らなかったため、花礫に説明する時には「赤い水たまり」と表現していた）。嘉禄と共にニジの森で暮らしていたが、親や兄弟といった概念は持っていないらしく、2人の関係ははっきりしない。ミネの屋敷から外へ逃がしてくれた花礫を「優しい」と言い懐く。普通の人間には聞こえない音を聞き分けられる卓越した聴覚の持ち主で、嘉禄の行方を追って輪本部を目指す道中に列車がハイジャックに遭った時には、車内に設置された爆弾の起爆スイッチを音だけで探し当てた。ちょうど列車に居合わせた輪貳號艇長である平門の命により、以降は花礫と共に輪第貳號艇で保護されることとなる。輪内で受けた診察により、人間とニジという生物の細胞が共存融合を果たしている極めて稀な存在ということが判明。ある時を境に、嘉禄の声が聞こえるようになり、姿は見えないものの嘉禄との接触が可能になる。
輪に保護されてからはツクモに勉強を教わっているため、以前よりは知識や語彙が増えてきた（しかし、使い方の誤りも多々あり、よく花礫に叱られている）。一見臆病に見えるが、意外と大胆な行動も多い。
花礫（ガレキ）
声 - 神谷浩史、喜多村英梨（少年時代） / 演 - 飯山裕太
本作のもう一人の主人公。窃盗やスリ、日雇いの仕事をしながらカラスナで生活していた少年。黒髪黒目で頭にゴーグルをかけている。5月21日生まれ。15歳。血液型はO型。身長170センチメートル。
偶然盗みに入ったミネの屋敷で无に出会い、彼が持っていた腕輪に興味を持つ。成り行きで助けた无に懐かれ、「嘉禄がいいと言ったら腕輪をもらう」という条件で、嘉禄捜索に同行することとなる。短気で口が悪く、自らのことを「汚れ切っている」と称し、无に「優しい」と言われた時には鳥肌を立てていた。爆弾作りや解体に長けていて、ハイジャックに巻き込まれた際も无が探し当てた起爆スイッチをいち早く解体して爆破の阻止に一役買った。打算的で狡猾だが、悪態をつきながらも无の世話をするなど面倒見の良い一面もあり、その姿から无の「飼育係」と呼ばれている。无がニジであると知った時は、動物相手に振り回されていた自分を恥じ、以降は何かと「无が動物に見える」という幻覚に見舞われている。
正式な教育を受けたことは一度もないが、就寝前に興味のある技術的知識に繋がる書物を読むのが日課になっているため、知能レベルはかなり高い。また、特定の分野においては、15歳という若さながら専門家並の知識を有する。
8歳のころに親に売られ、運ばれる船から逃げ出したところをツバキに助けられて以来、彼女の妹弟であるツバメ、ヨタカと共に育つ。恩人であるツバキを殺した男を憎み、その男に会ったら必ず殺すと決めている。ツバキが死んでからは、彼らの祖父の入院費を匿名で払い続けていた。ツバキを殺した能力者（直接手を下したわけではないが）や能力者になったヨタカが死に、ツバメが輪壱號艇に引き取られ、入院費も輪が賄うことになってからは、自らの存在意義について考え思い悩む。その中で、露悪的に振る舞いながらも潜在的な部分では輪での温かい生活に慣れ始めている自分に気付き、困惑気味。火不火がツバキやヨタカを陥れた張本人だと知って以降は彼らへの復讐を考えるようになる。
機械いじりが趣味で、子供のころは工場の廃材などで遊んでいた。リノルでの調査の際に雪が新鮮だと言っていたことから、それまで雪に触れたことはなかったと思われる。
仲間という概念を持たなかった花礫だが、輪と関わるうちに彼らの隣で胸を張って歩きたいと考え、平門に後見人となってもらい、クロノメイに入学する。

### 国家防衛最高機関「輪（サーカス）」
大陸中を飛び回り、犯罪者や犯罪組織を取り締まる集団。壱號艇と貳號艇は能力者を追うための専門員で構成されており、一般の犯罪は治安部や参號艇以下の管轄になる。実際に輪が何號艇まで存在しているのかは不明。壱號艇と貳號艇の仕事は、全ての能力者の滅死、葬送、および火不火の壊滅を主とする。予告なく行われる「一斉捜査」の後には、怖い思いをさせた街人のためにショーを催す。

#### 第貳號艇（だいにごうてい）
與儀（ヨギ）
声 - 宮野真守 / 演 - 鷲尾修斗
貳號艇闘員。トージの街で无と花礫を保護する。金髪で瞳の色は紫。2月11日生まれ。21歳。血液型B型。身長181センチメートル。
明るく人懐っこい性格。人情に厚い正直者で、ムードメーカー的な存在（平門いわく「気を緩めさせるのが得意」）。その性格を買われ、平門から无と花礫の世話係（監視役）を任される（ただし、花礫からは鬱陶しがられている）。輪闘員でありながら「戦うのは失敗が許されないから怖い」と言うヘタレな部分も持つ。ショーでは「ニャンペローナ」という着ぐるみを着て、子供たちにキャンディーバーを配っている（闘員としてよりニャンペローナの仕事の方が自分には適職では…と少し気にしている）。なかなか心を開かない花礫との距離感に、「もしかして嫌われているのではないか」と考え、度々心を痛めている。アレルギー持ちらしく、左の頬に医療パッチを貼っている。リノルにて医療パッチが剥がれた時には、髪が金髪から銀髪に変わって性格も豹変し、普段は決して言わないような冷酷な言葉を投げ掛けていた（その後、すぐに気を失い倒れる）。燭の手術がトラウマで、彼の前では常に怯えている。第12譜において花礫に射撃で取ってもらったブレスレットは、日常的に使用されているのか表紙や本編でたまに登場する。僻地の小国出身で、妹（ミュイマリイ）がいたが、火不火の実験により死亡して與儀だけが生き残った。また、自身はクロノメイに通ったことはないと語っている。
戦闘の際の決め台詞は「漲る男子の心意気!ハート高鳴るキラメキ王子!国家防衛機関『輪』第貮號艇闘員 與儀 参上!」（平門作）
銀髪になった時は決め台詞が「軋む木馬の開幕音！ハート高鳴るキラメキ王子 国家防衛機関『輪』第貮號艇闘員 與儀」となる。
ツクモ
声 - 遠藤綾 / 演 - 岡林佑香
貳號艇闘員。與儀と共に无と花礫の世話係になる。淡い色の金髪で瞳の色は紫。3月2日生まれ。16歳。血液型はA型。身長159センチメートル。
クールで真面目な美少女。好きなことは、読書やお勉強でナイに勉強を教えている。「命は仲間にしか渡さない」と言うほど、輪であることに誇りを持っている。そのため、平門から无と花礫（特に无）の世話係を言い渡された時には、「みんなより能力が劣っていると判断したからか」と抗議していた。しかし物分かりがよく素直なので、その後、平門から「信頼しているから」という言葉をかけられた時には、すぐに謝り反省していた。无のことを「心がとても強い」と言い、個人的にも励まされる部分があるようで、平門から仕事を任されたという責任感以外にも大切に思っている様子。ショーでは主に花形の軽業を披露する。その美しさから男性からの人気が高いことは勿論だが、それに媚びることない性格のため、女性陣からも可愛がられている。手先が不器用なのが密かなコンプレックス（例として、裁縫や料理〈味は良い〉が苦手、リノルで作った雪うさぎが歪な形をしているなど）。平門とは輪に入團する以前の幼少期からの知り合いで、当時の平門が原因で虫嫌いである。また、キイチとは入團前の訓練学園での先輩後輩の仲。五強大国の一つが出身国。
戦闘の際の決め台詞は「ティンキュンゴウと星が降り ちいさな羊が空を識（し）る 国家防衛機関『輪』第貳號艇闘員 ツクモ!」
平門（ヒラト）
声 - 小野大輔 / 演 - 岸本卓也
輪貳號艇長。髪の色は紫で眼鏡をかけている。瞳の色は髪と同様の紫。10月22日生まれ。27歳。血液型はAB型。身長185センチメートル。
列車がハイジャックに遭った際に、音だけで起爆スイッチの位置を探し当てた无（と花礫）に興味を持ち、2人を保護するよう與儀に命じる。洞察力に優れ、会ったばかりにも関わらず、花礫が「実は殺しが嫌い」だということもすぐに見抜いた。あまり本心を見せず掴みどころがないため、どこか胡散臭い。花礫からは「クソメガネ」とよく呼ばれる。慇懃無礼な態度で他人をよくからかっている（主に花礫や燭）。无や花礫を保護している件については、「火不火を誘き出すための囮」と上の人間に説明しているが、実際にそれだけの理由であるかは不明。ツクモのことは幼少期から知っている様子。朔とは同年同期。被っている帽子は「帽子乙女（バンシー）」といって、数体の女性の姿をしたものが現れ戦闘や調査・捜索などに使われる。そのため、度々帽子のサイズが変わってる。長時間連続使用をすると平門の身体に激しい負担がかかるらしい。輪統括指揮官である時辰の弟。女性に人気がある。
イヴァ
声 - 本名陽子
貳號艇闘員。髪の色は青緑色、瞳の色は緑。8月7日生まれ。25歳。血液型はB型。身長175センチメートル。
男勝りな性格の妖艶な美女で、團員からは「姐さん」と呼ばれ慕われている。花礫が能力軀に襲われた際には抱きかかえて移動するなど、かなり豪傑。女子（特にツクモ）に対してはフェミニストだが男子に対してはスパルタ（特に喰に対して）であり、愚痴が止まらない。ツクモを溺愛しており、彼女に何を着せようか楽しみにしている。四人姉妹の長女で、宝石の産地出身。
名乗りは「石（セキ）は我の命を受け 煌々輝々（こうこうきき）と魔を葬（はぶ）る 宝冠の女王と名を戴く 国家防衛機関『輪』第貳號艇闘員 イヴァ」

#### 第壱號艇（だいいちごうてい）
朔（ツキタチ）
声 - 遊佐浩二
輪壱號艇長。髪の色は赤で、瞳はくすんだ金色。4月18日生まれ。27歳。血液型はO型。身長186センチメートル。
平門とは同年同期。仕事中に雑談に興じたり、調査のことを「遠足」と言ったりと、壱號艇長でありながら気さくで楽観的な性格のため、よく部下から窘められている。年上（主に燭）に対しても砕けた態度で接し、会議中の態度もあまり良くない（居眠りなど）。その性格から大雑把に見えるが、その実、周りの状況や内情を細かく観察し、把握している。一時期、无と花礫を壱號艇で預かっていた時には、2人に色々な助言をしていた。
平門と同じく「帽子乙女（バンシー）」を使用する。
喰（ジキ）
声 - 中村悠一
壱號艇闘員。丸い眼鏡をかけた青年。髪は暗い灰で瞳の色は金。10月3日生まれ。20歳。血液型はA型。身長176センチメートル。
物腰柔らかな良識人だが、気心の知れた相手やアクが強い相手には当たりの強い態度をとることもある（どちらかと言えばこちらが素）。女好きで、特にツクモに手を出す。腹黒く冷徹な部分もあり、花礫に対しては懐疑的なため、厳しい意見を言う。人との付き合いは良いほう。しかし上っ面であることが多い。薬草の配合や栽培が趣味。イヴァのことが苦手。
キイチ
声 - 喜多村英梨
壱號艇闘員。青い縦ロールの髪をした少女。瞳の色は明るい青。11月25日生まれ。15歳。血液型はO型。身長151センチメートル。
プライドが高く負けず嫌い。訓練生時代の先輩であるツクモに対して対抗心を燃やしている（ツクモはあまり気にしていないので完全に独り善がり）。完璧主義者で、自らの輪としてのランクに拘り、度々面倒事を起こす貳號艇闘員を馬鹿にしているが、突然消えた无を心配したりと仲間思いの部分を覗かせることも。（本人は「心配なんてしてない」と否定している。）自身もどこか詰めが甘い。口調は一応敬語ではあるが、気が強くいつも憎まれ口を叩いているため、同じように口が悪い花礫とは何かと張り合っている。

#### 研案塔
世界中の医師や研究者が集う、「連合国家防衛機関」の一角をなす研究所。かつては「輪」とは犬猿の仲であったが、5年前に時辰が「輪」の指導者となって以降、関係改善が進んでいる。なお、「火不火」の中核メンバーはかつて研案塔に所属していた人々であると見られている。
療師（りょうし）
声 - 緒方賢一
貳號艇にいる船医。燭の上司。白ひげを生やした老人。紳士的な振る舞いをすることから研案塔のナースから人気が高い。髪の色は薄いグレー、瞳は淡めのエメラルド。75歳。2月29日生まれ。AB型。身長162センチメートル。
「研案塔」に勤める研究者および医者の一部では「若いころタラシだったんじゃないか」という噂があったりする。與儀からは「じーちゃん」と呼ばれている。
お菓子をよく持っている。
燭（アカリ）
声 - 平川大輔
国家防衛機関「研案塔」に勤める医者および研究者。療師の弟子。髪の色はピンクと薄茶、瞳はピンク。12月23日生まれ。33歳。血液型はO型。身長185センチメートル。
自分はモテると自惚れているが、高飛車な態度で歯に衣着せぬ物言いをするため、ナースたちからはあまり好かれていない。平門とは犬猿の仲。また、朔や時辰のこともあまりよく思っていない。政府が定めた要人「SSS（ヴィヒチネゲル）」の一人。朔からは「燭ちゃん」と呼ばれている。本名は「燭・デザルト」。
玩目（ガンマ）
研案塔に所属する男性で、年齢は23歳。服装は男性のそれだが、女性のような喋り方をする。研究塔に配属された花礫の直属の上役となり、特例的な措置で抜擢を受けたことから基礎的な教育などを欠いている花礫に対してスパルタ的な態度で接する。
糺（あざな）
声 - 岡本信彦
研案塔生命室所属の研究員。髪の長い青年。髪の色はグレーに近い、薄いアッシュベージュ、瞳は水色。3月17日生まれ。23歳。血液型はAB型。身長177センチメートル。
動物たちの世話で怪我をするため、いつも顔に絆創膏を貼っている。どこか抜けたところのある性格をしていて、語尾を伸ばした喋り方をする。肉親を全て能力者で失った（能力者化したのか、能力者によって殺されたのかは不明）。悲惨な過去から精神的に不安定で、そこを「火不火」につけこまれて内通、燭の命を狙うが失敗。のちに「火不火」に参加する立場となった。

#### 上層部
時辰（トキタツ）
声 - 小西克幸
輪統括指揮官。平門の兄。髪の色は薄めのアッシュブラウン、瞳は薄いブルーグレー。1月5日生まれ。36歳。A型。184.7センチメートル。
深夜の貮號艇に忍び込む、かつらについて調べる、燭をからかう、ロボットのプラモデルを作る、部下に水着を着させる、などその立場とは裏腹な行動が目立つ。平門と同様に眼鏡をかけている。
梧、マクノベ、ピザンテ、イシュラ
声 - 臼木健士朗、高橋伸也、川原慶久、蓮岳大
輪の上層部の面々。朔からは陰口で爺と言われている。シルエットで登場するため、姿は確認できない。

### クロノメイ
ガルメディア連合国家の政府要員養成校。一度入学すると厳しい情報統制のもとに置かれ、途中退学することは許されず、また卒業後は必ず政府に関連する仕事に就かなければならない。ツクモ、キイチらはクロノメイの出身であり、「輪」の闘員になることを望むなら基本的にはここに入学する以外のルートはない。花礫が一時在籍し、寮で暮らしていた。 校長の名は「カルスタイン」という。
蘭二（ランジ）
声 - 逢坂良太
クロノメイに在籍し、生徒代表（フェアータ）を務めている18歳の男子。趣味は「可愛い女性ファッションの追求」で、夜間に男子寮にいるとき以外は常に女装しており、髪型も女の子風であるが、校則に女装してはならないという規定はないので問題はない、と主張する。その趣味だけを除けば立派な指導力を秘めた優れた学生であり、本人も将来は執政塔のトップを目指している。
獅示（シシ）
声 - 小野友樹
クロノメイに在籍する男子で、年齢は18歳。花礫が一時期クロノメイに在籍していたころ、そのルームメイトであったが、他人に深入りしない性格であるので、格別仲は良くも悪くもなかった。蘭二に顎でこき使われる立場であり、反抗の意思がないわけではないがそれでも頭が上がらない。
セセリ
声 - 井澤詩織
クロノメイに在籍する女子で、年齢は17歳。「管理情報コース」に所属しており、「情報官（シーバ）」と呼ばれる学園の記録係で、普段はストーカーまがいの活動をして花礫の怪しい写真を撮り貯めたりしているが、それも将来的に情報関係の任務に就くための修行の一環である。
リシアナ
「輪」の闘員である若い女性。組織構成上は壱組に属しているが壱號艇（いちごうてい）の搭乗員ではなく、クロノメイ専従という特殊な立場にいる。クロノメイの警護の要であり、隆が主導したクロノメイ襲撃事件に際し活躍した。腕輪は右の太ももに隠すような形で着けている。

### ガルド社・火不火
嘉禄（カロク）
声 - 保志総一朗
无が捜している人物。水色の髪で、頭に包帯を巻いている。瞳の色は髪と同様の水色。1月9日生まれ。18歳。血液型は不明。身長175センチメートル。
无いわく「優しくてあったかい」人。无を「息子」と呼び大切にしている様子だが、彼の言動は何かと謎に包まれていて、その真意は分からない。現在、貮號艇にて療養中。
本名は「嘉禄・アルメリタ」で、父親は「仁水（ニス）・アルメリタ」、母親は「ベニエ・アルメリタ」。アルメリタ一家はもともと「火不火」の創設時からの幹部であったが、組織の変質についていけなくなり一家揃って逃走、各地を移り住む中でまだニジだったころの无と出会い、交遊を深める。
エリシュカ
声 - 佐藤聡美
パルネドの孫娘で、現在嘉禄と同じ屋敷で暮らしている少女。桃色の髪で、三つ編みをしている。瞳の色は髪と同様の桃色。7月16日生まれ。14歳。血液型はB型。身長153センチメートル。
自分の感情・欲求に素直で我が儘。パルネドを上司とする人間に囲まれて育ってきたため、お姫様扱いされることが当たり前だと思っているが、唯一掴みどころのない嘉禄には夢中で、彼を振り向かせることに必死になっている。相手を思いやる必要がなかった環境の中、コミュニケーションを経験として学ばずに生きているため友好関係を築く術が未熟。我が儘をぶつけつつも黒白の事は頼りにしている。ツクモを目の敵にしている。
パルネド
声 - 広瀬正志
エリシュカの祖父。ガルド社のCEOを務める。髪の色はグレー、瞳は暗いアッシュパープル。6月4日生まれ。72歳。血液型はAB型。
裏では平門を敵視し、火不火と何らかの関係がある模様。また、自室では若い愛人女性と肌を重ねるなど、老いてなお盛んな所も持つ。公にその存在を知られた人間でありながら「輪」や政府から久しくマークされているが、決して尻尾を掴ませることのない狡猾な老人。
黒白（ウロ）
声 - 諏訪部順一
嘉禄やエリシュカ、パルネドなどの世話、護衛をしている男。髪の色はアッシュオレンジ、瞳はオレンジ。11月1日生まれ。26歳。血液型はA型。184センチメートル。
表向きの顔はレガイツ研究所の専務理事にしてガルド社の幹部。
「煙の館」における「火不火」と「輪」の決戦の後左遷され、隆にその地位を奪われた。隆の死後、もう一人の嘉禄のもとに現れ、「火不火」の幹部として復帰する。
夏切（カギリ）
声 - 豊永利行
黒白の部下。リノルにて麒春と共に无たちと接触する。髪の色はオレンジ寄りのレッド、瞳はオレンジ。6月27日生まれ。18歳。血液型はB型。158センチメートル。
輪の備品や道具をコレクションしている。面倒くさがりだが、「輪」のグッズを目の当たりにすると喜ぶ。黒白に対し怯えのような感情を抱いているが、一方で尊敬してもいる忠実な部下であり、黒白が左遷されていた間も、左遷先で行動をともにしていた。
麒春（キハル）
声 - 前野智昭
黒白の部下。その場の勢いやテンションで行動するため、失敗が多い。髪の色はダークブルー、瞳はコバルトブルー。8月19日生まれ。17歳。血液型はO型。180センチメートル。
仕事時は人目につかないよう黒白から言われているが、派手なファッションとメイクを好む。口癖は「勢いで」。しかし黒白のことは尊敬していて、黒白が左遷されていた間も、左遷先で行動をともにしていた。
隆（リュウ）
「火不火」の幹部。普段は人間の男性の外見をしているが、その正体は異形の姿を持った能力者。「火不火」と「輪」の決戦の後で、左遷された黒白に代わってエリシュカの世話係を務めるようになったが、粗野な性格でありエリシュカから嫌われている。クロノメイ襲撃事件の指揮を取ったが、戦いの中で戦死した。
化色（ケシキ）
「火不火」の幹部。青年のような姿をしているが、実際の年齢などは不詳。隆の上司であり、隆に極小の群体型の能力軀を操る能力を与えた。しかし「輪」との戦いで隆が死亡した後もたいして気にした風を見せるでもない、非情な人物である。

### 花礫・无の友人
ツバキ
声 - 日笠陽子 / 演 - 小板橋みすず
迷呀の彼女。船から逃げ出した花礫を拾い、育てた人物。好きな男（迷呀）から「双子のデータが欲しい」と言われ、渡された薬（能力者の細胞が組み込まれたもの）をツバメとヨタカに飲ませていた。能力者化したヨタカの暴走を止めようとして死亡する。
ツバメ
声 - 矢作紗友里 / 演 - 甲斐千尋
花礫と共に育った少女。ツバキの妹で、ヨタカとは双子。髪の色は薄茶色、瞳はオレンジがかったピンク。4月10日生まれ。15歳。血液型はA型。身長は160センチメートル。
ヨタカと共にツバキから渡された薬を飲んでいたが、途中から薬に疑いを持ったヨタカがツバメの分まで飲んでいたため、「共鳴」はしても能力者にはならなかった。花礫が自分たちのもとから離れていったことを寂しく思っていたが、祖父の入院費を払い続けているのが花礫であることを知ると、自分たちを守っていてくれた彼のためにも絶対に無駄には生きないと誓い、火不火壊滅のための材料にして欲しいと自分の身を輪に渡す。その後、クロノメイ「輪」コースに在学する。
ヨタカ
声 - 入野自由 / 演 - 大見拓土
花礫と共に育った少年。ツバキの弟で、ツバメとは双子。4月10日生まれ。15歳。
勝気で頑固な性格。迷呀から実験の報奨金を貰うため、薬に疑いを抱いても飲み続けていた。その結果能力者となるが、ツバメとは逆の「共鳴」で、かろうじて人との境に立ち続けていた。その後、迷呀に操られツバメを殺しそうになったところを平門に葬送される。
八莉・リンダイン（ヤナリ・リンダイン）
声 - 田村睦心
ヴァントナームで无たちが出会う9歳の少年。近年急成長を遂げた企業の御曹司。離れ離れになった母（声 - 優木かな）の家を捜しに一人でヴァントナームを訪れる。ニャンペローナショップにて出会った无たちが輪の人間であると知ると、「誘拐されそうになっているから護衛をしろ」と命じる。閉じ込められていた自室の回線に侵入してキーを解除するなど、子供らしからぬ賢さを持ち、大人びた話し方をする。友達を作ることが苦手で、无が初めてできた友人。昔エリシュカと同じ学校に通っていたことがあり、その際嘉禄という名を耳にしていたことから、輪に戻った无の嘉禄捜索を手助けする。
カナ
声 - 清都ありさ
无が街で出会った少女。母親と一緒にサーカスのショーを見に来た時、一人佇む无に声をかけたことで話し相手になった。
マナイ
レーベルガンゼという土地で「輪」に保護された少女。マナイとはリムハッカに咲く花の名である。大きな障害を負っていて、義肢を付けている。その正体は死んだものと思われていた與儀の妹、リムハッカ第一王女ミュウマリイ姫。

### 能力者
迷呀（メイガ）
声 - 大川透 / 演 - 黒木シオン
ツバキの想い人。常に表立って行動せず、弱者を育成ゲーム感覚で痛ぶることを好む能力者。背後にはパルネドと関わっており、双子のデータを得るために実験の報奨金を餌としてツバキたちを利用した。
ミネ
声 - 小林沙苗
カラスナの領主で、无を「ペット」にするべく屋敷に捕えた女。輪の名を騙り、孤児や一般市民を食い荒らしていた能力者。両腕を伸ばすことができ、鋭利な歯と鋭い爪で攻撃する。
デルメン
声 - 川原慶久
无の確保の命令を受けた能力者。巨漢の男性で、背中から出す2本の腕との合計4本の腕を用い、相手を攻撃する。また、多数の目玉型の飛び道具で相手の身動きを封じることができる。
ニマ
声 - 五十嵐裕美
无の確保の命令を受けた能力者。無口。デルメンのサポート的存在で、長い黒髪を用いて相手の身動きを封じることができる。また、地中を自由自在に移動も可能。ガラガラの玩具を所持している。

## 用語
火不火（カフカ）
輪が追う団体。万能細胞「インキュナ」を悪用し、能力者たちを産み出す研究をしている集団。その実態は巧妙に隠蔽されており、誰が指導者であるのかも分からないが、パルネド、化色、もう一人の嘉禄らが最も中枢に近いところにいる幹部であると目される。
能力者（ヴァルガ）
「進化」と称し、火不火が作り出している人間の形をした化け物。火不火自ら細胞融合を施して作り出した者と、その者たちの体液によって細胞を損傷された元被害者である能力者の2種類がいる。動物の場合は能力軀（のうりょくたい）と呼ぶ。
腕輪（ブレス）
輪の身分証。万能細胞「インキュナ」の細胞が組み込まれていて、その力により輪團員は空を飛んだり武器を具現化できる。无が所持している「嘉禄の腕輪」は現在のものより一つ旧型で、本来なら破棄されていなければならないもの。
ニジ
无の正体とされる動物。ニジの森に生息しており、主食は虫。
ニジの森
カラスナの西に位置する无の故郷。特殊な生態系が発達した森。生息する樹木の性質によって蜃気楼や幻覚さえも引き起こされてよく道に迷うため、音が重要な道標となる。
幻燈の街 カラスナ
花礫の故郷。スラム街であり、歩いているだけで財布をすられるらしい。
氷晶の街 リノル
壱號艇の補足調査として无たちが訪れる極寒地。
歩む鉄城 ヴァントナーム
様々の店が立ち並ぶ大都市。政府直営の輪グッズショップがある。
医療パッチ
身体に貼ることで体内に薬を投入することができる。輪の特殊任務に就く人間に稀に起こるアレルギー反応を抑制するため、使われるものらしい。
Zの円卓
政府や国家防衛機関の幹部、研究者たちが集まり会議を行う場所。
羊
声 - 五十嵐裕美
輪貳號艇の防御システムである黒い羊たちのこと。日々の雑用から警備まで何でもこなす高性能。壱號艇は白い兎（声 - 五十嵐裕美）。
ニャンペローナ
輪のマスコットキャラクター。與儀が中に入っている。子供たちに大人気。専門ショップもある。
ユッキン
声 - 佐藤聡美（ドラマCD版）/鈴木美咲（アニメ版）
リノルの調査の際に平門から无たちに贈られた温かい雪だるまの機械。
リムハッカ
與儀の出身の王国。11年前、「火不火」によって征服され、ガルメディア連合国家とは国交がなかったため救援が遅れてしまい、わずかな生き残りを除いたほとんどの国民が能力者を産み出すための実験に使われて皆殺しの目に遭って、事実上滅亡した。

## 関連商品

### 単行本
- 御巫桃也『カーニヴァル』、一迅社〈ZERO-SUMコミックス〉、全28巻
  1. 2008年3月17日発売[11]、ISBN 978-4-7580-5341-9
  2. 2008年9月25日発売[12]、ISBN 978-4-7580-5369-3
  3. 2009年4月25日発売[13][14]、ISBN 978-4-7580-5409-6
  4. 2009年9月25日発売[15]、ISBN 978-4-7580-5444-7
  5. 2010年3月25日発売[16][17]、ISBN 978-4-7580-5492-8
  6. 2010年10月25日発売[18]、ISBN 978-4-7580-5552-9
  7. 2011年4月25日発売[19][20]、ISBN 978-4-7580-5588-8 （限定版[21]：ISBN 978-4-7580-5589-5）
  8. 2011年10月25日発売[22]、ISBN 978-4-7580-5655-7
  9. 2012年4月25日発売[23][24]、ISBN 978-4-7580-5698-4
  10. 2012年10月25日発売[25][26]、ISBN 978-4-7580-5746-2 （限定版[27]：ISBN 978-4-7580-5747-9）
  11. 2013年4月25日発売[28][29]、ISBN 978-4-7580-5803-2 （限定版[30]：ISBN 978-4-7580-5804-9）
  12. 2013年10月25日発売[31][32]、ISBN 978-4-7580-5857-5
  13. 2014年4月25日発売[33][34]、ISBN 978-4-7580-5905-3 （限定版[35]：ISBN 978-4-7580-5906-0）
  14. 2014年10月25日発売[36][37]、ISBN 978-4-7580-5960-2 （限定版[38]：ISBN 978-4-7580-5961-9）
  15. 2015年4月25日発売[9][39]、ISBN 978-4-7580-3035-9 （特装版[40]：ISBN 978-4-7580-3036-6）
  16. 2015年10月24日発売[41][42]、ISBN 978-4-7580-3120-2 （特装版[43]：ISBN 978-4-7580-3121-9）
  17. 2016年4月25日発売[44]、ISBN 978-4-7580-3177-6 （特装版[45]：ISBN 978-4-7580-3178-3）
  18. 2016年10月25日発売[46]、ISBN 978-4-7580-3233-9 （特装版[47]：ISBN 978-4-7580-3234-6）
  19. 2017年4月25日発売[48]、ISBN 978-4-7580-3269-8 （特装版[49]：ISBN 978-4-7580-3270-4）
  20. 2017年10月25日発売[50][51]、ISBN 978-4-7580-3316-9 （特装版[52]：ISBN 978-4-7580-3317-6）
  21. 2018年4月25日発売[53]、ISBN 978-4-7580-3343-5 （特装版[54]：ISBN 978-4-7580-3344-2）
  22. 2018年10月25日発売[55]、ISBN 978-4-7580-3392-3 （特装版[56]：ISBN 978-4-7580-3393-0）
  23. 2019年4月25日発売[57]、ISBN 978-4-7580-3426-5 （特装版[58]：ISBN 978-4-7580-3427-2）
  24. 2019年10月25日発売[59]、ISBN 978-4-7580-3469-2 （特装版[60]：ISBN 978-4-7580-3468-5）
  25. 2020年4月25日発売[61]、ISBN 978-4-7580-3502-6 （特装版[62]：ISBN 978-4-7580-3503-3）
  26. 2020年10月24日発売[63]、ISBN 978-4-7580-3551-4 （特装版[64]：ISBN 978-4-7580-3552-1）
  27. 2021年4月24日発売[65]、ISBN 978-4-7580-3599-6 （特装版[66]：ISBN 978-4-7580-3600-9）
  28. 2021年12月25日発売[67]、ISBN 978-4-7580-3687-0 （特装版[68]：ISBN 978-4-7580-3688-7）

### 書籍
- TVアニメ カーニヴァル オフィシャルプレリュードブック 2013年3月13日発売[28]、ISBN 978-4-7580-1311-6
- カーニヴァル番外編 明日の約束 2013年3月25日発売[28]、ISBN 978-4-7580-5797-4
- 御巫桃也画集『カーニヴァル＊パレード 1』 2013年5月25日発売[28]、ISBN 978-4-7580-5816-2
- カーニヴァル アンソロジー 2013年6月25日発売、ISBN 978-4-7580-5836-0
- カーニヴァル 公式ファンブック 輪からの招待状 2013年6月25日発売、ISBN 978-4-7580-5835-3
- 御巫桃也画集『カーニヴァル＊パレード 2』 2014年5月24日発売[69]、ISBN 978-4-7580-5910-7
- カーニヴァルポストカードブック『Adult』 2015年7月24日発売[70]、ISBN 978-4-7580-3082-3
- カーニヴァルポストカードブック『Funny』 2015年7月24日発売[70]、ISBN 978-4-7580-3081-6

### ドラマCD
- ドラマCD カーニヴァル 「飛べない翼/人魚の瓶」（『ZERO-SUM』2009年10・11月号本誌で誌上販売されたのち、一迅社ONLINESHOPにて再発売）
- ドラマCD カーニヴァル 「輪（サーカス）」（2010年3月25日発売[16]）
- ドラマCD カーニヴァル 「リノル」（2010年9月23日発売）
- ドラマCD カーニヴァル 「ヴィント」（2011年4月27日発売[71]）
- ドラマCD カーニヴァル 「ヴァントナーム」（2011年10月26日発売）
- ドラマCD カーニヴァル 「煙の館」（2012年4月25日発売[23]）
- ドラマCD カーニヴァル 「クロノメイ」（2012年11月2日発売）
- ドラマCD カーニヴァル 「それぞれの時」（2013年4月24日発売）
- ドラマCD カーニヴァル 「選ぶべき道」（2013年11月6日発売）
- ドラマCD  カーニヴァル　「再会」（2014年4月23日発売）
- ドラマCD  カーニヴァル　「二人の與儀」（2014年12月19日発売）

## テレビアニメ
2013年4月から6月まで放送された。

### スタッフ
- 原作 - 御巫桃也（「月刊コミックZERO-SUM」一迅社刊）
- 監督 - 菅沼栄治[8]
- シリーズ構成 - 待田堂子
- キャラクターデザイン・総作画監督 - 川村敏江
- 武器デザイン - さとう陽
- ヴァルガデザイン - 安彦英二
- 美術監督 - 鈴木武志
- 色彩設計 - 中尾総子
- 撮影監督 - 高橋賢司
- 編集 - 長坂智樹
- 音響監督 - 矢野さとし
- 音楽 - 浜口史郎、井内啓二
- プロデューサー - 遠藤直子、阿部寛子、岩下由希恵、岩崎卓
- アニメーションプロデューサー - 工藤博
- 制作 - マングローブ[8]
- 製作 - カーニヴァル製作委員会（バンダイビジュアル、ムービック、一迅社、ランティス、ダックスプロダクション、フロンティアワークス）

### 主題歌
オープニングテーマ「偏愛の輪舞曲」（第2話 - 第12話）
作詞 - 谷山紀章 / 作曲・編曲 - 飯塚昌明 / 歌 - GRANRODEO
エンディングテーマ「REASON」（第1話 - 第11話、第13話）
作詞 - こだまさおり / 作曲・編曲 - 渡辺未来 / 歌 - KAmiYU

### 各話リスト
| 話数   | サブタイトル                     | 脚本     | 絵コンテ       | 演出           | 作画監督                                                                | 総作画監督          |
| ------ | -------------------------------- | -------- | -------------- | -------------- | ----------------------------------------------------------------------- | ------------------- |
| 第1譜  | なないろ導花線                   | 待田堂子 | 菅沼栄治       | さとう陽       | 坂本千代子                                                              | 川村敏江            |
| 第2譜  | フォーチュンキャット             | 待田堂子 | 菅沼栄治       | 西片康人       | 仁井学、平野絵美 北條直明                                               | 川村敏江 坂本千代子 |
| 第3譜  | 幻ピクニック                     | 高木聖子 | 井出安軌       | 駒屋健一郎     | 梅津茜、岡崎洋美 荒川絵里花                                             | 川村敏江 坂本千代子 |
| 第4譜  | 宵待燕                           | 待田堂子 | 福田道生       | サトウ光敏     | 杉本幸子、北條直明 鵜池一馬                                             | 川村敏江 坂本千代子 |
| 第5譜  | ピエロの処方箋                   | 待田堂子 | 西片康人       | 小野田雄亮     | 平野絵美、新沼大祐 岡崎洋美                                             | 川村敏江 坂本千代子 |
| 第6譜  | 朝陽の翼                         | 待田堂子 | 福田道生       | 飛田剛         | 徳田夢之介                                                              | 川村敏江 坂本千代子 |
| 第7譜  | 「マーメイドの溜息」と三人の騎士 | 高木聖子 | 岡佳広         | 駒屋健一郎     | 仁井学、梅津茜 荒川絵里花                                               | 川村敏江 坂本千代子 |
| 第8譜  | 白銀の匣                         | 高木聖子 | ところともかず | ところともかず | 三浦春樹、中澤勇一                                                      | 川村敏江 坂本千代子 |
| 第9譜  | 蒼い薔薇                         | 高木聖子 | 西片康人       | 西片康人       | 杉本幸子、北條直明 平野絵美                                             | 川村敏江 坂本千代子 |
| 第10譜 | 猛獣使の泪                       | 高木聖子 | 福田道生       | 飛田剛         | 徳田夢之介、清水勝祐                                                    | 川村敏江 坂本千代子 |
| 第11譜 | アイスクリームパレード           | 待田堂子 | ところともかず | 小野田雄亮     | 岡崎洋美、新沼大祐 梅津茜                                               | 川村敏江 坂本千代子 |
| 第12譜 | ニジの約束                       | 待田堂子 | さとう陽       | さとう陽       | 仁井学、荒川絵里花 鵜池一馬                                             | 川村敏江 坂本千代子 |
| 第13譜 | カーニヴァル                     | 待田堂子 | 福田道生       | サトウ光敏     | 北條直明、杉本幸子 岡崎洋美、平野絵美 坂本千代子 菅沼栄治（エフェクト） | 川村敏江 坂本千代子 |

### 放送局
| 放送地域   | 放送局             | 放送期間               | 放送日時                     | 放送系列       | 備考                          |
| ---------- | ------------------ | ---------------------- | ---------------------------- | -------------- | ----------------------------- |
| 近畿広域圏 | 朝日放送           | 2013年4月4日 - 6月27日 | 木曜 2:43 - 3:13（水曜深夜） | テレビ朝日系列 | 『水曜アニメ〈水もん〉』第2部 |
| 東京都     | TOKYO MX           | 2013年4月7日 - 6月30日 | 日曜 22:30 - 23:00           | 独立局         |                               |
| 愛知県     | テレビ愛知         | 2013年4月9日 - 7月2日  | 火曜 1:35 - 2:05（月曜深夜） | テレビ東京系列 |                               |
| 日本全域   | バンダイチャンネル | 2013年4月9日 - 7月2日  | 火曜 12:00 更新              | ネット配信     | 最新話1週間無料配信           |
| 日本全域   | AT-X               | 2013年4月9日 - 7月2日  | 火曜 23:00 - 23:30           | CS放送         |                               |
| 日本全域   | BS11               | 2013年4月13日 - 7月6日 | 土曜 23:00 - 23:30           | BS放送         | 『ANIME+』枠                  |

### BD / DVD
| 巻数 | 発売日         | 収録話          | 規格品番  | 規格品番  | 規格品番  |
| 巻数 | 発売日         | 収録話          | BD限定版  | DVD限定版 | DVD通常版 |
| ---- | -------------- | --------------- | --------- | --------- | --------- |
| 1    | 2013年5月28日  | 第1話           | BCXA-0720 | BCBA-4509 | BCBA-4502 |
| 2    | 2013年6月22日  | 第2話 - 第3話   | BCXA-0721 | BCBA-4510 | BCBA-4503 |
| 3    | 2013年7月26日  | 第4話 - 第5話   | BCXA-0722 | BCBA-4511 | BCBA-4504 |
| 4    | 2013年8月28日  | 第6話 - 第7話   | BCXA-0723 | BCBA-4512 | BCBA-4505 |
| 5    | 2013年9月25日  | 第8話 - 第9話   | BCXA-0724 | BCBA-4513 | BCBA-4506 |
| 6    | 2013年10月25日 | 第10話 - 第11話 | BCXA-0725 | BCBA-4514 | BCBA-4507 |
| 7    | 2013年11月22日 | 第12話 - 第13話 | BCXA-0726 | BCBA-4515 | BCBA-4508 |

### キャラクターソングCD
- TVアニメ『カーニヴァル』キャラクターソング Vol.1 无（CV：下野紘） - 2013年5月29日発売
- TVアニメ『カーニヴァル』キャラクターソング Vol.2 與儀（CV：宮野真守）×ツクモ（CV：遠藤綾） - 2013年6月19日発売
- TVアニメ『カーニヴァル』キャラクターソング Vol.3 平門（CV：小野大輔）＆燭（CV：平川大輔） - 2013年7月10日発売
- TVアニメ『カーニヴァル』キャラクターソング Vol.4 嘉禄（CV：保志総一朗）＆黒白（CV：諏訪部順一） - 2013年8月14日発売[注 2]
- TVアニメ『カーニヴァル』キャラクターソング Vol.5 花礫（CV：神谷浩史） - 2013年8月21日発売

## Webラジオ
『カーニヴァルRadio』は、2013年1月25日から11月22日までアニメイトTVにて隔週金曜日に配信されていたWebラジオ番組。プレ放送を経て、3月15日より本放送が配信された。
パーソナリティは、无役の下野紘。
プレ放送
- Special Act.01 - 下野紘（无 役）、神谷浩史（花礫 役）
- Special Act.02 - 下野紘（无 役）、宮野真守（與儀 役）
- Special Act.03 - 下野紘（无 役）、神谷浩史（花礫 役）、遠藤綾（ツクモ 役）※2月10日開催イベント公開録音

レギュラー放送
ゲスト
- Act.01、04、05 - 遠藤綾（ツクモ 役）
- Act.02、11 - 宮野真守（與儀 役）
- Act.03、12、17 - 五十嵐裕美（羊&兎 役）
- Act.06 - 豊永利行（夏切 役）
- Act.07 - 前野智昭（麒春 役）
- Act.08、13 - 本名陽子（イヴァ 役）
- Act.09 - 保志総一朗（嘉禄 役）
- Act.10 - 平川大輔（燭 役）
- Act.14、15 - 岡本信彦（糺 役）
- Act.16 - 矢作紗友里（ツバメ 役）

## 舞台
『THE STAGE カーニヴァル 始まりの輪舞曲』のタイトルで、2016年5月20日から5月29日まで豊島区立舞台芸術交流センター（あうるすぽっと）にて上演された。

### スタッフ（舞台）
- 脚本 - 石橋大樹[7]
- 演出 - 赤澤ムック[7]
- 音楽 - 印南俊太朗

## イベント・コラボなど
- 2009年4月25日から5月10日まで、単行本第3巻の発売を記念して有隣堂ヨドバシAKIBA店にて原画展を開催[74]。
- 2010年3月25日から三省堂書店カルチャーステーション千葉にて、単行本第5巻の発売を記念した原画展を開催[75]。
- 2013年4月27日から東京の青山のギャラリーGoFaにて、テレビアニメの放送開始を記念した原画展を開催[76]。
- 2013年5月25日から6月2日にかけてアニメイト池袋本店で「Welcome to 輪（サーカス）」という謎解きイベントを開催[77]。
- 2013年6月1日から30日にかけてアニメイトカフェ天王寺にて、カーニヴァルの装飾がされ、オリジナルメニューが注文できるコラボレーションカフェが登場。
- 2013年6月28日よりNECビッグローブのスマートフォン向けアプリのカードコレクションゲーム『嫁コレ』に参加している。
- 2013年7月26日から2014年7月25日にかけてアットゲームズのアバターガチャのセルフィにカーニヴァルの衣装が登場し、キャンペーンが行われた。
- 2013年8月8日から9月1日の間に大江戸温泉物語とタイアップイベントが催され、オリジナルグッズの販売や、アトラクション、オリジナルフードなどが提供[78]。
- 2013年10月23日から12月23日までアニメイトカフェによりカラオケの鉄人（町田店・池袋東店・新宿歌舞伎町店）で楽曲の配信、コラボルーム、コラボメニューが行われた[79]。
- 2013年11月9日に本作と『うーさーのその日暮らし』がコラボレートしたイベント「うーさー＆ニャンペローナ サイン色紙お渡し＆撮影会」を開催[31]。本作の第12巻と『うーさーのその日暮らし』の第2巻の発売を記念して行われた[31]。
- 2014年4月26日にアニメイト天王寺店、同年5月5日にアニメイト池袋本店にて、単行本第13巻の発売を記念したサイン会が行われ、イベントにてニャンペローナの撮影会も開催[33]。
- 2014年5月31日から1か月間、アニメイトと書泉にて開催された「アニメイト ブックフェア 2014」にて、本作とくまモンがコラボレートしている[80]。
- 2015年4月13日よりMobage、Yahoo!モバゲーのアバター衣装用のコインガチャに登場している。
- 2015年4月26日に単行本第15巻の発売を記念して、アカデミアくまざわ書店東急プラザ蒲田店にて、ニャンペローナの着ぐるみとの撮影会を開催[9]。
- 2017年10月14日から10月29日まで、池袋マルイ7階イベントスペースにて、連載10周年を記念した原画展を開催[81]。2018年1月13日から28日には、同展の巡回展が大阪のなんばマルイにて開催されている[82]。